# Long cours
Pour les articles homonymes, voir Long cours (homonymie).
 (septembre 2016).
Améliorez-le ou discutez des points à vérifier. 
Le long cours est un terme de marine désignant les voyages maritimes longs, globalement intercontinentaux.

## Histoire
La première définition du terme « long cours » apparaît en 1681, à l'article 59 de la Grande ordonnance de la marine de Colbert. Sont réputés être voyages de long cours « les voyages de France en Moscovie, Groenland, Canada, aux bancs et îles de Terre Neuve et autres côtes et îles d'Amérique, au Cap-Vert, côte de Guinée et tous autres qui seront au-delà du tropique ».
- Début XIXe siècle, cette définition est légèrement modifiée par le Code de commerce (1807) : « Sont réputés être voyages au long cours, ceux qui se font aux Indes orientales et occidentales, à la mer Pacifique, au Canada, à Terre-Neuve, au Groenland et autres côtes et îles de l'Amérique méridionale et septentrionale, aux Açores, Canaries, Madère, et dans toutes les côtes et pays situés au-delà du détroit de Gibraltar et du Sund ».
- Au XIXe siècle, ces énumérations de destinations sont remplacées par la définition d'une zone limitée, par des méridiens et des parallèles : au nord : 72° de latitude nord, au sud : 30° de latitude nord, à l'est : 44° du méridien de Paris, à l'ouest : 15° du méridien de Paris. À l'intérieur de ces limites, la navigation est qualifiée de cabotage et à l'extérieur de long cours[1].
- À cette époque , il est d'usage en France de distinguer le « petit long cours » (essentiellement les voyages aux Antilles et vers le continent américain) qui n'implique pas de sortir de l'Océan Atlantique, par opposition au « grand long cours », ou long cours « au-delà des trois grands caps » (cap Horn, Bonne-Espérance et Leuuwin) qui voit les navires à voiles doubler ces caps pour aller au Chili (Guano et Nitrates), en Orégon (bois et blés), en Nouvelle-Calédonie (nickel) ou en Inde et en Chine (produits exotiques, soie, etc).
- Le « grand long cours » est considéré par ceux qui le pratiquent comme une sorte d' aristocratie : une tradition attribue aux matelots ayant passé les Trois Caps le « droit » de cracher le jus de leur chique de tabac du côté au vent du navire.
- De nos jours, dans le langage usuel, on utilise plutôt le nom et l'adjectif « long-courrier » avec le sens de « qui voyage sur de longues distances » : paquebot long-courrier, avion long-courrier, officier ou matelot effectuant de tels voyages.

## Le brevet de capitaine au long cours
Un acte de Louis-Jean-Marie de Bourbon, duc de Penthièvre et Châteauvillain, et autres lieux, duc, et pair, et amiral de France, du 21 octobre 1740 à Coutances, décerne un brevet de capitaine au long cours à Adrien Chardot, né à Blainville-sur-Mer le 20 novembre 1721. Extrait : « Reçu et admis ledit Adrien Chardot à faire la fonction de capitaine, maitre et patron de tous navires, et bâtiments tant pour les voÿages de Longcours qu’autrement à charge par luy de se conformer dans laditte fonction a ce qui est présent par les ordonnances, arrest, et déclaration de sa majesté concernant la Marine… etc. »
La première mention du titre de capitaine au long cours figure dans un texte de 1786, mais le diplôme ou brevet n'existera qu'en 1825. En fait la délivrance du titre est un peu antérieure. Un brevet de C.L.C. a été délivré « de par le Roi » à un certain Jean-Baptiste Gassin le 1er mars 1817 en remplacement de celui expédié le 7 thermidor an 7 (25 juillet 1799) .
En effet les conditions de délivrance du brevet de capitaine au long cours ont été fixées par une ordonnance du 7 août 1825, puis un décret impérial du 26 janvier 1857. L'examen comprenait deux parties, pouvant être passées séparément : un examen d'application portant sur le gréement, la manœuvre et le canonnage, et également un examen de théorie portant sur les mathématiques, la navigation, les instruments, les calculs nautiques, les machines à vapeur et le français. Pour se présenter à ces examens les candidats devaient avoir 24 ans et réunir 60 mois de navigation à bord de navires français.
L'enseignement maritime préparatoire était dispensé dans les 29 écoles d'hydrographie réparties sur le littoral français. L'enseignement était gratuit et durait 10 mois, ouvert aux seuls inscrits maritimes. Ce recrutement basé uniquement sur la promotion sociale de jeunes gens, mousses, novices ou pilotins ayant une longue pratique de la navigation (7 à 8 ans) montra ses limites, car dans la seconde moitié du XIXe siècle, le nombre des candidats et admis diminua dangereusement pour la profession (236 admis en 1850, 37 en 1890).
Une réforme fut donc introduite par le décret du 18 septembre 1893, instituant notamment un diplôme d'« élève de la marine marchande », pouvant être obtenu sans condition d'âge et de navigation à la suite d'un examen de théorie. Les épreuves d'application intervenaient lorsque le candidat avait atteint 24 ans et 60 mois de navigation. Le brevet de « capitaine au long cours » était alors délivré.
En 1893, le titre de capitaine au long cours fut remplacé par le titre de « capitaine de marine marchande ». Mais devant les protestations des intéressés, le titre de capitaine au long cours fut rétabli trois ans plus tard.
Les titulaires du diplôme d'élève de la marine marchande étaient exemptés des deux années de service militaire. Le but recherché fut atteint, les candidats affluèrent, de 1890 à 1905, le nombre de brevets délivrés passa de 37 à 220. Il apparut que l'on était allé trop loin, et que l'ouverture des écoles d'hydrographie à des jeunes ne présentant pas encore de garanties d'aptitudes professionnelles présentait de sérieux inconvénients.
Les réformes de 1908 et 1913 fixèrent le nouveau cursus des capitaines au long cours : 
- Examen théorique à l'âge de 17 ans et 3 mois de navigation,
- Diplôme d'élève après 12 mois de navigation,
- Brevet de lieutenant, sans examen, lorsque sont effectués 24 mois de navigation.
- Brevet de capitaine au long cours, à l'âge de 24 ans et 60 mois de navigation.
- Brevet de capitaine au long cours « supérieur » avec accès au commandement, après le diplôme suivi de deux années de navigation.

En 1967, après un siècle et demi d'existence, le titre de « capitaine au long cours » disparut au profit de celui de « capitaine de première classe de la navigation maritime ».